# Chaetormenis fuscula
Chaetormenis fuscula är en insektsart som först beskrevs av Melichar 1902.  Chaetormenis fuscula ingår i släktet Chaetormenis och familjen Flatidae. Inga underarter finns listade i Catalogue of Life.